# Demiànivka (Simferòpol)
|  | Per a altres significats, vegeu «Demiànovka». |

Demiànivka (en (ucraïnès): Дем'янівка) és un poble de la República Autònoma de Crimea a Ucraïna, que el 2014 tenia 382 habitants. Pertany al districte de Simferòpol.